# 村野藤吾賞
村野藤吾賞（むらのとうごしょう）は、村野藤吾を記念し、建築界に感銘を与えた建築作品を設計した建築家を表彰する賞。

## 概要
1987年、村野藤吾（1984年没）の息子である村野漾が跡を継いだ村野・森建築事務所（現・MURANO Design）内に「村野藤吾記念会」が設立され、同会が「これからの日本建築界に新風を吹き込み、建築の新しい次代を担って行くであろう建築家を毎年ひとり選んで与える賞」として村野藤吾賞の表彰を行うこととなった。この時は5名の選考委員が推薦した作品の設計者を選考の対象としていた。
その後、1996年度の第10回村野藤吾賞をもって「村野藤吾記念会」が解散されることになり、村野藤吾賞運営委員会に事務局として関わっていた建築評論家の馬場璋造と、村野会（早稲田大学建築学科卒業設計賞受賞者の会）のメンバーで建築家・都市プランナーの森義純の働きかけにより、池原義郎を代表とする新たな「村野藤吾記念会」が設立され、「建築界に感銘を与えた建築作品を設計した建築家を毎年ひとり選んで与える賞」として引き続き村野藤吾賞の受賞を行うことになった。選考方法も、村野藤吾記念会会員の推薦による作品の設計者が選考対象と変わり（選考対象が会員である必要は無い）、これを5名の選考委員（毎年変わる）が選ぶ方式となった。
現在の代表は古谷誠章。前代表の谷口吉生が顧問に就いている。

## 歴代受賞者及び受賞作品
| 年     | 回     | 受賞者                | 受賞作品                                 | 作品所在地                                                                            |
| ------ | ------ | --------------------- | ---------------------------------------- | ------------------------------------------------------------------------------------- |
| 2025年 | 第34回 | 大西麻貴+百田有希 o+h | シェルターインクルーシブプレイス コパル  | 山形県山形市大字片谷地580-1                                                           |
| 2020年 | 第33回 | 谷口吉生              | 鈴木大拙館                               | 石川県金沢市本多町3丁目4番20号                                                        |
| 2019年 | 第32回 | 三分一博志            | 直島ホール                               | 香川県香川郡直島町696-1                                                               |
| 2018年 | 第31回 | 平田晃久              | 太田市美術館・図書館                     | 群馬県太田市東本町16番地30                                                            |
| 2017年 | 第30回 | 伊東豊雄              | 台中国家歌劇院                           | 台湾台中市                                                                            |
| 2016年 | 第29回 | 新居千秋              | 新潟市秋葉区文化会館                     | 新潟県新潟市秋葉区新栄町4−23                                                          |
| 2015年 | 第28回 | 妹島和世              | 犬島「家プロジェクト」                   | 岡山県岡山市東区犬島                                                                  |
| 2014年 | 第27回 | 千葉学                | 工学院大学125周年記念総合教育棟          | 東京都八王子市中野町                                                                  |
| 2013年 | 第26回 | 小嶋一浩＋赤松佳珠子  | 宇土市立宇土小学校                       | 熊本県宇土市高柳町104-1                                                               |
| 2012年 | 第25回 | 西沢立衛              | 豊島美術館                               | 香川県小豆郡土庄町豊島唐櫃607                                                         |
| 2011年 | 第24回 | 仙田満                | 国際教養大学図書館棟                     | 秋田県秋田市雄和椿川字奥椿岱193-2                                                     |
| 2010年 | 第23回 | 伊丹潤                | 二つの手の美術館と、水、風、石の美術館   | 韓国済州特別自治道西帰浦市                                                            |
| 2009年 | 第22回 | 入江正之              | 実験装置/masia2008                       | スペインカタルーニャ州タラゴナ県 バンデジョス・イ・ルスピタレット・ダ・リンファント市 |
| 2008年 | 第21回 | 北川原温              | 中村キース・ヘリング美術館               | 山梨県北杜市小淵沢町10249-7                                                           |
| 2007年 | 第20回 | 菅順二                | 竹中工務店東京本店新社屋                 | 東京都江東区新砂1-1                                                                   |
| 2006年 | 第19回 | 栗生明                | 国立長崎原爆死没者追悼平和祈念館         | 長崎県長崎市平野町7-8                                                                 |
| 2005年 | 第18回 | 鈴木了二              | 物質試行47金刀比羅宮プロジェクト         | 香川県仲多度郡琴平町892-1                                                             |
| 2004年 | 第17回 | 高橋靗一              | 群馬県立館林美術館                       | 群馬県館林市日向町2003                                                                |
| 2003年 | 第16回 | 安田幸一              | ポーラ美術館                             | 神奈川県足柄下郡箱根町仙石原小塚山1285                                                |
| 2002年 | 第15回 | 安田侃                | アルテピアッツァ美唄                     | 北海道美唄市落合町栄町                                                                |
| 2001年 | 第14回 | 隈研吾                | 馬頭町広重美術館                         | 栃木県那須郡那珂川町馬頭116-9                                                         |
| 2000年 | 第13回 | 内藤廣                | 牧野富太郎記念館                         | 高知県高知市五台山4200-6                                                              |
| 1999年 | 第12回 | 田窪恭治              | サン・ヴィゴール・ド・ミュー礼拝堂の再生 | フランスカルヴァドス県ファレーズ市                                                    |
| 1998年 | 第11回 | 槇文彦                | 風の丘葬斎場                             | 大分県中津市大字相原3032-16                                                           |
| 1997年 | 第10回 | 早川邦彦              | パーク・コート杉並宮前                   | 東京都杉並区宮前2                                                                     |
| 1996年 | 第9回  | 竹原義二              | 鴻ノ巣の家                               | 和歌山県西牟婁郡白浜町                                                                |
| 1995年 | 第8回  | 香山壽夫              | 彩の国さいたま芸術劇場                   | 埼玉県さいたま市中央区上峰3-15-1                                                      |
| 1994年 | 第7回  | 谷口吉生              | 丸亀市猪熊弦一郎現代美術館               | 香川県丸亀市浜町80-1                                                                  |
| 1993年 | 第6回  | 永田祐三              | ホテル川久                               | 和歌山県西牟婁郡白浜町3745                                                            |
| 1992年 | 第5回  | 坂本一成              | コモンシティ星田                         | 大阪府交野市星田西                                                                    |
| 1991年 | 第4回  | 木島安史              | 熊本県立東稜高等学校                     | 熊本県熊本市東区小峯4-5-10                                                            |
| 1990年 | 第3回  | 伊東豊雄              | サッポロビール北海道工場ゲストハウス     | 北海道恵庭市戸磯542-1                                                                 |
| 1989年 | 第2回  | 阪田誠造              | 東京サレジオ学園                         | 東京都小平市上水南町4-7-1                                                             |
| 1988年 | 第1回  | 原広司                | ヤマトインターナショナル東京本社ビル     | 東京都大田区平和島5-1-1                                                               |